# Yi’an (Yi’an)
Die Großgemeinde Yi’an (chinesisch 依安镇, Pinyin Yī’ān Zhèn) ist der Hauptort des Kreises Yi’an der bezirksfreien Stadt Qiqihar in der nordostchinesischen Provinz Heilongjiang. Die Fläche beträgt 47,48 Quadratkilometer und die Einwohnerzahl 88.983 (Stand: Zensus 2010).

## Administrative Gliederung
Auf Dorfebene setzt sich die Großgemeinde Yi’an aus fünf Einwohnergemeinschaften und drei Dörfern zusammen. Diese sind:
- Einwohnergemeinschaft Dongnanjie (东南街社区), Sitz der Gemeinderegierung;
- Einwohnergemeinschaft Dongbeijie (东北街社区);
- Einwohnergemeinschaft Xibeijie (西北街社区);
- Einwohnergemeinschaft Xinanjie (西南街社区);
- Einwohnergemeinschaft Xinjie (新街社区);
- Dorf Chuangye (创业村);
- Dorf Dongping (东平村);
- Dorf Hexin (合心村).